# Carolyn Christov-Bakargiev
Carolyn Christov-Bakargiev (Ridgewood, 2 dicembre 1957) è una scrittrice e storica statunitense, organizzatrice di eventi e mostre, ricercatrice di pratiche artistiche, storie dell’arte e politiche dell’estetica e della co-evoluzione tra specie.
Nel 2019, Christov-Bakargiev ha vinto il prestigioso Audrey Irmas Award for Curatorial Excellence, il più importante premio alla carriera curatoriale a livello mondiale. Attualmente è Direttore del Castello di Rivoli Museo d’Arte Contemporanea e della Fondazione Francesco Federico Cerruti a Torino. Dal 2013 al 2018, è stata Visiting Professor presso la Northwestern University. È inoltre Professore alla FHNW Academy of Art and Design, presso la University of Applied Sciences and Arts Northwestern Switzerland di Basilea.
Nominata nel 2012 come la personalità più potente del mondo dell'arte contemporanea secondo la classifica «Power 100» della rivista inglese «ArtReview», Christov-Bakargiev è stata Direttore Artistico di dOCUMENTA (13) dal 2008 al 2012, che ha avuto luogo a Kassel, Germania, con dei workshop, seminari e mostre ad Alessandria d'Egitto, Kabul, Afghanistan; Banff, Canada. La sua dOCUMENTA (13) è considerata come una delle più ricercate e significative mostre del mondo dell'arte. Nel 2016, ha diretto contemporaneamente le istituzioni di Torino, Castello di Rivoli Museo d’Arte Contemporanea e GAM (2016-2017). Nel 2015, è stata Curatore della 14 ° edizione della Biennale di Istanbul dal titolo Saltwater: A Theory of Forms e, nel 2008, Direttore Artistico della 16ª edizione della Biennale di Sidney dal titolo Revolutions—Forms That Turn(2008) e Capo Curatore del Castello di Rivoli Museo d’Arte Contemporanea (2002-08). È stata Capo Curatore a P.S.1 Contemporary Art Center a New York dove ha inaugurato, tra molte altre, un’importante mostra di Janet Cardiff, dopo un periodo presso Villa Medici in cui ha organizzato il programma di mostre estive (1998-2000).

## Biografia
Carolyn Christov-Bakargiev nasce il 2 dicembre del 1957, a Ridgewood, in New Jersey, da madre italiana e padre bulgaro. Ha una doppia cittadinanza italiana e statunitense, sebbene viva e lavori prevalentemente in Italia. Parla fluentemente l’inglese, il francese e l’italiano e ha dimestichezza con il tedesco. Completa il ciclo di studi superiori a Washington, ottenendo un diploma francese (Académie de Caen, 1976, mention très bien) e successivamente si laurea a pieni voti in Lettere e Filosofia presso l’Università di Pisa, nel 1981. La sua tesi di laurea si incentra sulla relazione tra poesia contemporanea e pittura. Inizia la carriera in campo artistico scrivendo per il magazine Reporter e il quotidiano IlSole24Ore. L’amicizia con artisti italiani e stranieri, inclusi William Kentridge, Alighiero Boetti, Pierre Huyghe, Francis Alÿs, Mario e Marisa Merz, e Jannis Kounellis stimola intensamente la sua ricerca curatoriale. Christov-Bakargiev scrive del lavoro di artisti internazionali per numerose pubblicazioni e la sua attività curatoriale ha un carattere globale, interessando Europa, Stati Uniti, America Latina, Medio Oriente, Africa, Australia e Asia.

## Carriera
Dopo la laurea si trasferisce a Roma. Dal 1987 in poi lavora come curatore indipendente, organizzando diverse mostre tra cui Molteplici Culture, Roma (1992) che include più di cinquanta artisti e curatori tra i cui Liam Gillick, Dominique Gonzales-Foerster, Damien Hirst e David Hammons; e Il suono rapido delle cose, un omaggio a John Cage, mostra co-curata con Alanna Heiss, Angela Vettese e Ludovico Pratesi per la Biennale di Venezia del 1993. Per Antwerp ‘93: European Capital of Culture cura con Iwona Blazwick e Yves Aupetitallot la mostra antologica internazionale On taking a normal situation and retranslating it into overlapping and multiple readings of conditions past and present presso il MUKHA di Anversa (1993). Nel 1996 cura la prima mostra antologica di Alberto Burri a Roma (Palazzo delle Esposizioni), Bruxelles (Palais des Beaux Arts) e Monaco di Baviera (Lenbachhaus). Nel 1997 organizza Città-Natura, una mostra collettiva di artisti internazionali tra cui Lucio Fontana, Yves Klein, Lawrence Weiner, Giovanni Anselmo, Mario Merz, Marisa Merz, Luca Vitone, Jannis Kounellis, Willie Doherty, Gary Hill e Mark Dion; la mostra è presentata a Roma in musei e spazi pubblici, dal Palazzo delle Esposizioni passando dal Museo Civico di Zoologia fino all’Orto Botanico. Successivamente co-cura con Laurence Bossé e Hans Ulrich Obrist La Ville, le Jardin, la Mémoire negli spazi di Villa Medici a Roma (1998-2000), un progetto di tre anni che include nuove commissioni realizzate da più di cento artisti tra cui Janet Cardiff, Olafur Eliasson, Annette Messager, Christian Boltanski e Cai Guo Qiang.
Dal 1999 al 2001 lavora come capo curatore presso il P.S.1 Contemporary Art Center a New York. Qui, nella primavera del 2000, promuove e co-cura la prima edizione di Greater New York, una collaborazione con The Museum of Modern Art. Si tratta di un progetto che segna una generazione d'artisti negli Stati Uniti, con più di centoventi partecipanti. Successivamente cura una mostra documentaria sull’arte internazionale degli anni '80, dal titolo Around 1984: A Look at Art in the Eighties (2000) e organizza la seconda mostra collettiva di giovani artisti dal titolo Some New Minds: Julia Loktev, Omer Fast, James Yamada, John Pilson, Christophe Girardet (dicembre 2000), e le personali di Georges Adeagbo, Massimo Bartolini, Santiago Sierra e Carla Accardi, così come la prima mostra antologica negli Stati Uniti sul lavoro di Luigi Ontani (2001). Nell’inverno del 2001, cura la prima retrospettiva sulla mostra di Janet Cardiff, e la mostra collettiva Animations con Pierre Huyghe e Angus Fairhurst a Oladele Bamgboye e Damian Ortega, tra gli altri. Al P.S.1 organizza inoltre una serie di progetti sperimentali dedicati a giovani artisti emergenti nell'area di New York e in tutto il mondo, tra cui Nedko Solakov e Michael Rakowitz.
È nominata capo curatore del Museo di Arte Contemporanea del Castello di Rivoli nel gennaio 2002. Il suo primo progetto al Castello di Rivoli è Matrix.2 di Francis Alÿs, nel maggio 2002. Nel 2003, cura la mostra collettiva The Moderns / I moderni che esplora le prospettive moderniste nelle opere di giovani artisti di tutto il mondo. Nel 2004, per il Castello di Rivoli cura una mostra itinerante con opere di William Kentridge all'inizio del 2004, presentata anche al Kunstmuseum K20 di Düsseldorf, al MCA Museum of Contemporary Art di Sydney, al Museo di Arte Contemporanea di Montréal, e all'Art Gallery di Johannesburg. Fa seguito una mostra personale di Pierre Huyghe nella primavera del 2004. Nell'autunno 2004 cura una mostra antologica dell'artista americana Franz Kline, seguita nel 2004/2005 da Volti nella folla, co-curata con Iwona Blazwick. Nel 2006, co-cura con Ida Gianelli e Judith Blackall la mostra di Arte Povera, al MCA Museum of Contemporary Art di Sydney. Co-cura la sindrome di Pantagruel. T1 TorinoTriennaleTremusei, la prima Triennale di Torino, un progetto che viene inaugurato nel novembre 2005 con l'obiettivo di esplorare il gigantismo concettuale e la fragilità del nostro mondo pantagruelico, attraverso due mostre personali di Takashi Murakami e Doris Salcedo, ma anche una mostra collettiva in tutta la città di opere di 75 giovani artisti provenienti da tutto il mondo, tra cui Tamy Ben-Tor, Fernando Bryce, Sebastián Díaz Morales, Jin Kurashige, Araya Radsjamroensook e Apichatpong Weerasethakul.
Nel 2008 è direttrice artistica della 16ª Biennale di Sydney. Intitolata Revolutions - Forms That Turn, la biennale si estende nelle maggiori istituzioni d'arte australiane, tra cui The Art Gallery of New South Wales, the Museum of Contemporary art, Artspace, the Sydney Opera House and Cockatoo Island ed è concepita come una costellazione di opere d'arte che esplorano l'impulso alla rivolta e tutte quelle forme incorporate nell'etimologia della parola "rivoluzione", come la relazione e il divario tra arte rivoluzionaria e arte per la rivoluzione dalle prime avanguardie ad oggi.
Nel 2012 è direttrice artistica della tredicesima edizione di documenta, dOCUMENTA (13), che si tiene a Kassel, in Germania, ma che comprende anche una serie di workshop, seminari e mostre ad Alessandria d'Egitto, Kabul e Banff. In dOCUMENTA (13), la politica è inseparabile dalla ricerca attuale in vari campi scientifici e artistici. dOCUMENTA (13) presenta nuove commissioni di oltre 150 artisti e altri partecipanti, tra cui Janet Cardiff e George Bures Miller, William Kentridge, Manon de Boer, Tino Sehgal, Wael Shawky, Walid Raad, Etel Adnan, Mariam Ghani e Goshka Macuga. dOCUMENTA (13) comprende anche un progetto editoriale intitolato 100 Note - 100 Pensieri che è composto da facsimili di taccuini esistenti, saggi commissionati, collaborazioni e conversazioni. Contenendo contributi di autori provenienti da diversi ambiti del sapere, tra cui arte, storia dell'arte, scienza, filosofia e psicologia, antropologia, teoria economica e politica, studi linguistici e letterari, nonché poesia, 100 Note - 100 Pensieri costituisce un pretesto per esplorare come il pensiero critico sia cardine di una re-immaginazione del mondo.
Nel 2015 cura la 14ª Biennale di Istanbul dal titolo Saltwater: A Theory of Forms che riunisce nuove commissioni e opere d'arte esistenti realizzate da più di ottanta partecipanti che utilizzano oltre venticinque sedi in tutto il Bosforo con opere di artisti come William Kentridge, Lawrence Weiner, Walid Raad, Wael Shawky, Ed Atkins, Aslı Çavuşoğlu, Cevdet Erek e altri.

## Critica
Interessata alle relazioni tra avanguardie storiche e arte contemporanea, Carolyn Christov-Bakargiev ha scritto ampiamente sul movimento Arte Povera e arte per magazine e cataloghi. Il suo libro "Arte Povera" è stato pubblicato da Phaidon Press, Londra, nel 1999. Ha anche pubblicato la prima monografia sul lavoro dell’artista sudafricano William Kentridge, che ha accompagnato la prima retrospettiva itinerante di Kentridge tra il 1998 e 1999 presso Palais des Beaux Arts, Brussels; Serpentine Gallery, Londra; MACBA, Barcellona, e la prima monografia dell’artista canadese Janet Cardiff al PS1 Contemporary Art Center, New York, 2001, e anche una monografia sul lavoro di Pierre Huyghe (Skira, Milano, e Castello di Rivoli, 2004) e Franz Kline (Skira, Milano, e Castello di Rivoli, 2004). Per dOCUMENTA (13), ha scritto diversi tesi e commissionato oltre 100 saggi per il catalogo in tre volumi e la serie di pubblicazioni con Hatje Cantz "100 Gedanken/ 100 Notizen (100 Note / 100 Pensieri)". Ha pubblicato il catalogo "Saltwater: A Theory of Thought Forms" per la 14ª Biennale di Istanbul (IKSV, 2015). Ha inoltre pubblicato monografie e cataloghi su Michael Rakowitz (2019) Adrian Villar Rojas (2019), Hito Steyerl (2018)¸ Nalini Malani (2018), Anna Boghiguian (2017), Giovanni Anselmo (2016), Ed Atkins (2016), Wael Shawky (2016), Franz Kline (2004), Alberto Burri (1996), Fabio Mauri (1994).
Carolyn Christov-Bakargiev tiene conferenze e ha insegnato ampiamente in istituzioni e università tra cui Jawaharlal Nehru University, New Delhi; Getty Research Institute, Los Angeles; Cornell University, Ithaca; Monash University, Melbourne; Di Tella University, Buenos Aires; Harvard University, Boston; and MIT, Boston. Nel 2018, è stata Professore del programma Shanghai Curators Lab presso l’Accademia d’Arte di Shanghai. Nel 2015, è stata Getty Visiting Scholar. Nel 2014, ha ottenuto il Leverhulme Professorship dall’Università di Leeds. Nel 2013, è stata Menschel Visiting Professor in arte presso The Cooper Union, New York e Pernod Ricard Visiting Professor in filosofia dell’arte e natura-cultura presso Goethe-Universität Frankfurt am Main / Institut für Philosophie.
Ha fatto parte della giuria per l'anno 2022 del prestigioso Nasher Sculpture Prize assegnato dal Nasher Sculpture Center di Dallas, farà parte della giuria del Gwangju Biennale Park Seo-Bo Art Prize in occasione della 14ma Gwangju Biennale che apre nell'Aprile 2023, e in quella del Wolfgang-Hahn Preis edizione 2024.

## Il caso "press kit"
In occasione del suo incarico di Direttore Artistico di dOCUMENTA dal 2008 al 2012 fu pubblicato un press kit, prima della tredicesima edizione dell'evento. Secondo la giornalista Nadja Sayej, che ha sollevato la polemica nel sito ArtStars*, il CD-R del press kit conteneva, insieme a tre immagini di lavori di Giuseppe Penone e nove JPEG con l'opera di Jimmie Durham, anche ben 19 ritratti fotografici di Christov-Bakargiev, inquadrata sorridente accanto alle opere d'arte, o in atteggiamenti divistici. Nadja Sayej ha definito "curator porn" questa attitudine di utilizzare i canali d'informazione per sostituirsi alle opere d'arte, mettendo in ombra gli artisti e il loro ruolo sociale. Il suo articolo in ArtStars* ha innescato un dibattito sul tema, anche in chi sarcasticamente poneva l'accento sui comportamenti di un protagonismo fuori misura assai comune tra critici e curatori del circuito dell'arte contemporanea.

## Pubblicazioni
- William Kentridge, Palais des Beaux Arts de Bruxelles, Bruxelles, 1998
- Arte Povera, Phaidon Press, London, 1999
- “Janet Cardiff”, in Carnegie International, Carnegie Museum of Art, Pittsburgh, Vol. 2, 2000
- Luigi Ontani, P.S.1 Contemporary Art Center, New York, 2001
- Pierre Huyghe, Skira, Milan - Castello di Rivoli Museo d’Arte Contemporanea, Turin, 2004
- Revolutions - Forms That Turn, Thames and Hudson - Biennale of Sydney, 2008
- “The dance was very frenetic, lively, rattling, clanging, rolling, contorted, and lasted for a long time”, in dOCUMENTA (13): 1/3 The Book of Books, documenta und Museum Fridericianum Veranstaltungs-GmbH and Hatje Cantz, Ostfildern, 2012
- “SALTWATER: A Theory of Thought Forms”, in 14° Đstanbul Bienali / 14th Istanbul Biennial / SALTWATER A Theory of Thought Forms, ĐKSV - Đstanbul Kültür Sanat Vakfı in scope of the 14th Istanbul Biennial, 2015
- Hito Steyerl. The City of Broken Windows / La città delle finestre rotte, Skira, Milan - Castello di Rivoli Museo d’Arte Contemporanea, Turin, 2019
- Michael Rakowitz. Imperfect Binding / Michael Rakowitz. Legatura imperfetta, Silvana Editoriale, Milan, 2019
- Adrián Villar Rojas, ed. Hans Ulrich Obrist, Carolyn Christov-Bakargiev, Eungie Joo, Phaidon Press, London, 2020